# Cot Kapiraton
Cot Kapiraton is een bestuurslaag in het regentschap Aceh Utara van de provincie Atjeh, Indonesië. Cot Kapiraton telt 304 inwoners (volkstelling 2010).